# Capilla de la Consolación y seminario San Agustín
La capilla de Nuestra Señora de la Consolación y el seminario San Agustín son un conjunto de edificaciones ubicadas en la Zona Monumental de Iquitos, al norte del área metropolitana homónima. Fueron construidas entre los primeros años del siglo XX por la orden Agustiniana.
El estilo de ambos edificios es de arquitectura gótica, luego retocada con los estilos neogótico y neoclásico, y reconocida como Patrimonio Cultural de la Nación.

## Historia

### Construcciones
La capilla de Consolidación remonta su construcción de una sola nave a los inicios de la década de 1910, en plena fiebre del caucho por agustinianos, abriendo sus puertas en 1905 frente al malecón Tarapacá. En 1931 la capilla comenzó un proceso de refacción, que concluyó en 1933. La iglesia tenía vocación hacia la Virgen de Consolación.
Por otro lado, el seminario San Agustín inició su construcción en 1932, finalizando hasta 1935, año en que se abre sus puertas para alumnos de inicial, primaria y secundaria. Debido a la erosión ocasionada por el río Amazonas frente al malecón donde estaba el seminario, dicho edificio comenzaba a derrumbarse, por lo que la institución fue traslada a otro local frente a la plaza 28 de Julio y el seminario quedó deshabitado. En 1998 los agustinos volvieron a rehabilitar el colegio para otras actividades académicas.

### Abandono
Aunque el seminario era utilizado ocasionalmente, la capilla de la Consolación quedó en el olvido cuando la zona del malecón Tarapacá dejó de ser relevante como el núcleo comercial de la ciudad, además la plaza de Armas y la Iglesia Matriz habían centralizado el poder religioso, cultural y comercial de la ciudad.

## Incendio de 2014
El 30 de diciembre de 2014, la capilla y algunas partes del seminario sufrieron un incendio de gran tamaño, originario de los sectores ambulantes de las afueras de la capilla entre las 7:00 p. m. a las 8:30 p. m. (hora peruana), una vez apagado los bomberos, las autoridades comunicaron que el interior de la iglesia había sido completamente destruida, a excepción del retablo de cemento. El Centro de Estudios Teológicos de la Amazonía (CETA) describió con «gran pesar y preocupación por la restauración del templo», la Orden Agustiniana del Perú corrió con el gasto de la reparación. El 4 de septiembre de 2015 la capilla reabrió luego de su tercera restauración histórica.

## Galería de obras

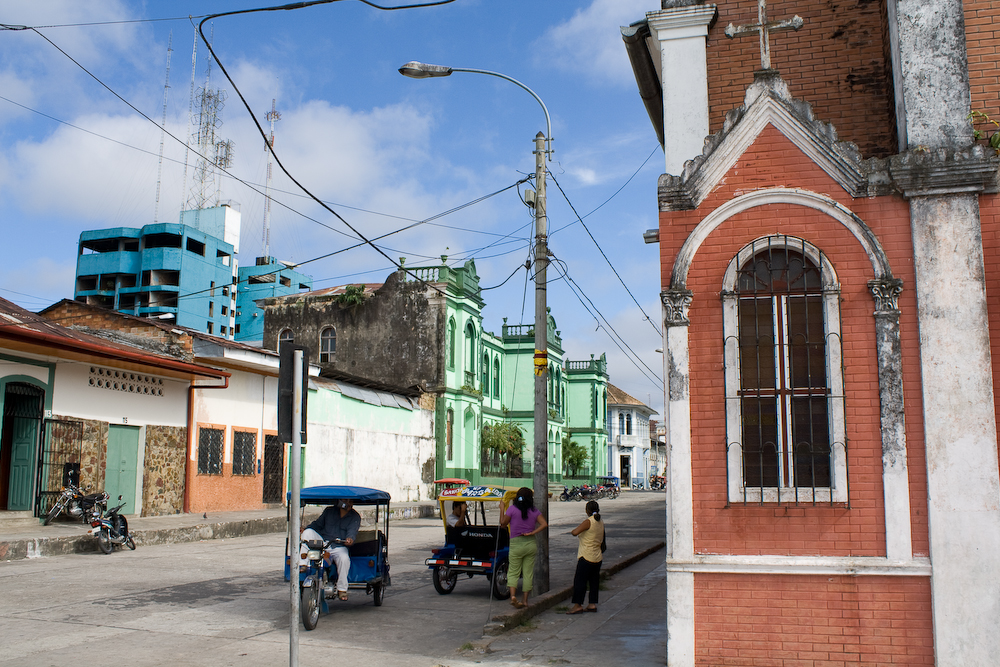
La capilla de la Consolidación con el colegio Fernando Lores Tenazoa atrás.
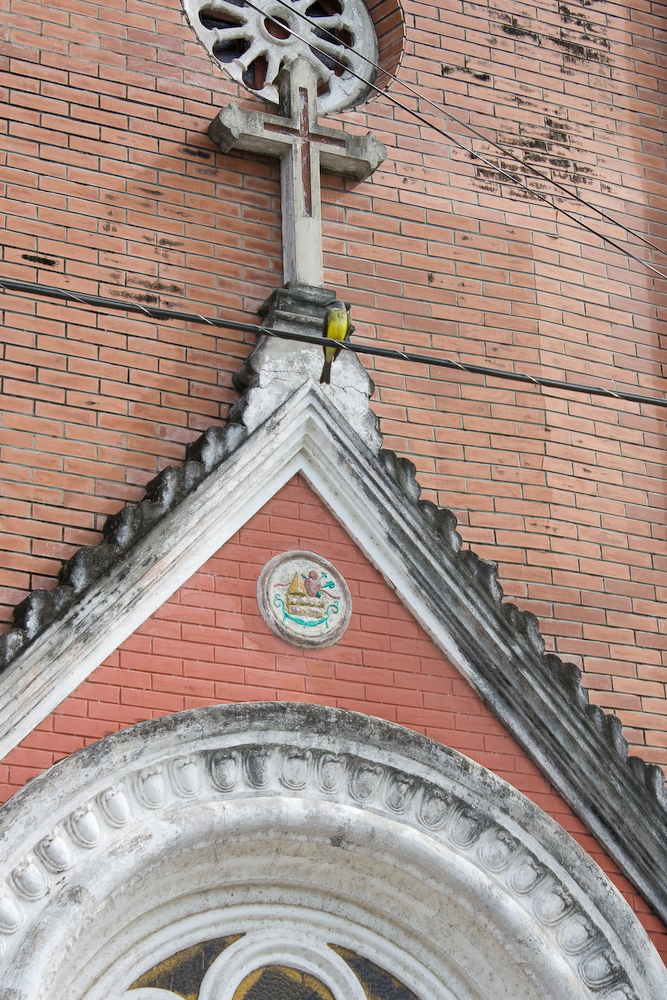
Parte superior de la capilla.
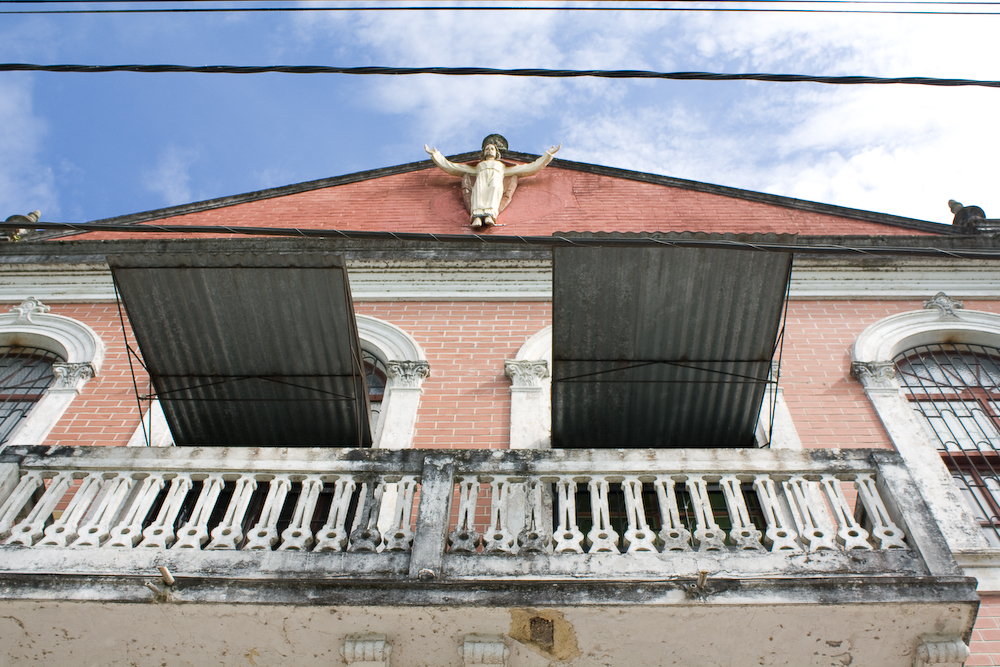
Estatua de Jesús de Nazaret en una parte del seminario San Agustín.
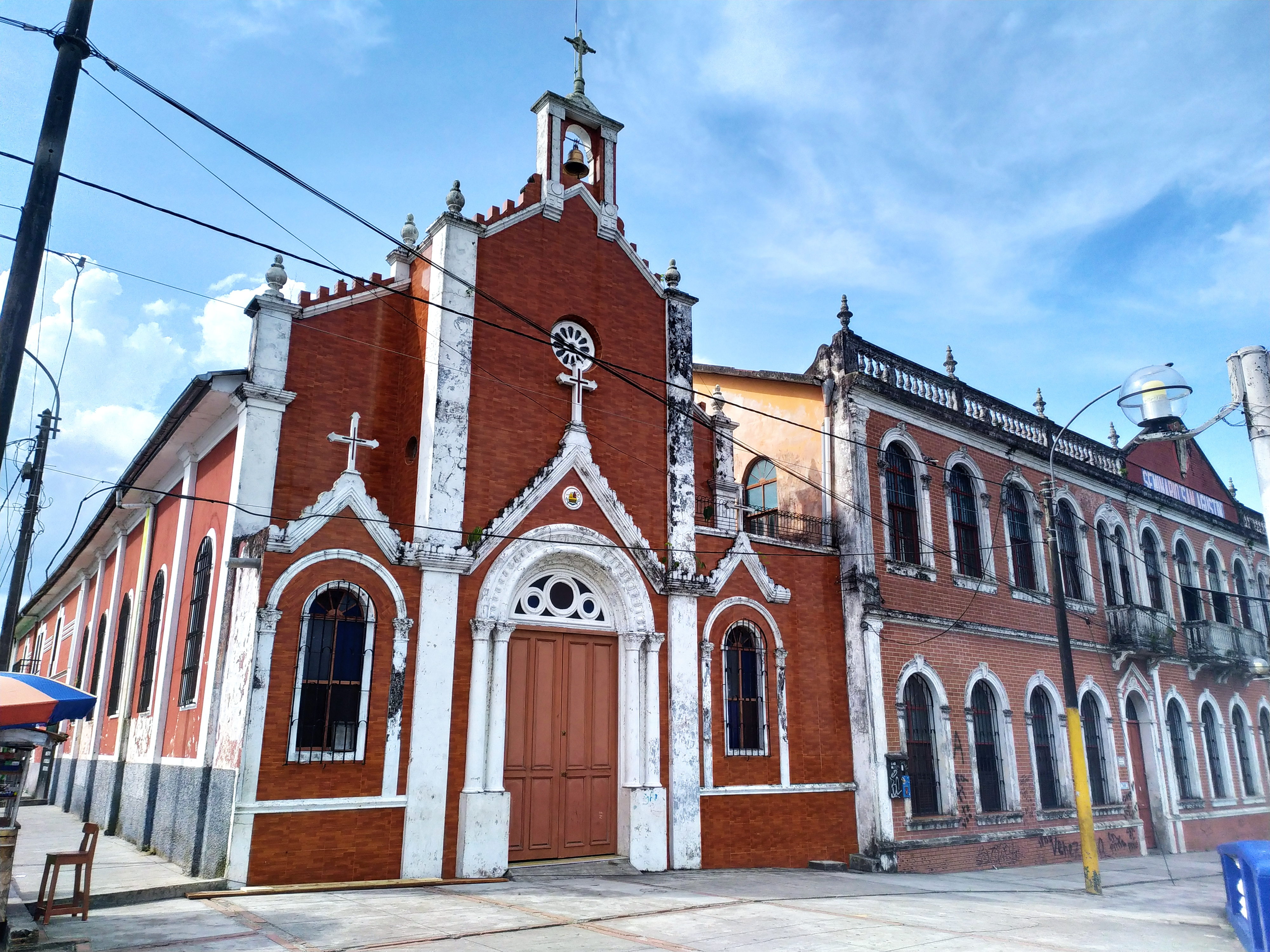
La capilla de la Consolidación y el seminario San Agustín en 2021.